# Ostrava Open (ATP)
Czech Indoor byl mužský tenisový turnaj ATP Tour, hraný v letech 1994–1998. Konal se v ostravské ČEZ Aréně na kobercovém povrchu.

## Vítězové

### Dvouhra
| Rok  | Vítěz              | Finalista          | Výsledek      |
| ---- | ------------------ | ------------------ | ------------- |
| 1994 | MaliVai Washington | Arnaud Boetsch     | 4–6, 6–3, 6–3 |
| 1995 | Wayne Ferreira     | MaliVai Washington | 3–6, 6–4, 6–3 |
| 1996 | David Prinosil     | Petr Korda         | 6–1, 6–2      |
| 1997 | Karol Kučera       | Magnus Norman      | 6–2skreč      |
| 1998 | Andre Agassi       | Ján Krošlák        | 6–2, 3–6, 6–3 |

### Čtyřhra
| Rok  | Vítězové                      | Finalisté                        | Výsledek      |
| ---- | ----------------------------- | -------------------------------- | ------------- |
| 1994 | Martin Damm Karel Nováček     | Gary Muller Piet Norval          | 6–4, 1–6, 6–3 |
| 1995 | Jonas Björkman Javier Frana   | Guy Forget Patrick Rafter        | 6–7, 6–4, 7–6 |
| 1996 | Sandon Stolle Cyril Suk       | Ján Krošlák Karol Kučera         | 7–6, 6–3      |
| 1997 | Jiří Novák David Rikl         | Donald Johnson Francisco Montana | 6–2, 6–4      |
| 1998 | Nicolas Kiefer David Prinosil | David Adams Pavel Vízner         | 6–4, 6–3      |